# Монтекориолано (Мачерата)
Монтекориолано (итал. Montecoriolano) насеље је у Италији у округу Мачерата, региону Марке.
Према процени из 2011. у насељу је живело 63 становника. Насеље се налази на надморској висини од 101 м.